# ザ・ヤング・ヴェインズ
ザ・ヤング・ヴェインズ（The Young Veins）は、アメリカ合衆国のポップ・ロック・バンド。2009年にパニック!アット・ザ・ディスコを脱退したライアン・ロスとジョン・ウォーカーの2人で結成され、その後ベーシストのアンディ・スーカル、ドラマーのニック・マレー、キーボーディストのニック・ホワイトが加入して5人組となった。
2010年に活動休止を発表。

## 経歴
2009年7月6日、ライアン・ロスとジョン・ウォーカーが公式サイト上でパニック!アット・ザ・ディスコからの脱退を発表し、以前は僕ら４人も一緒に音楽を作っていたけれど、創作面で別々の方面へ発展したことで、各人が個人として達成したいものを損なう結果になってしまっていた。長年の間、僕らは互いに親しく、正直でいたから、それぞれの目標とするものが違っていて、別々の道を進んだほうが絶対にいいんだってことに気づくことができたと述べた。7月13日の『MTVニュース』の取材でロスは、パニック!アット・ザ・ディスコのブレンドン・ユーリーと「創造的な違い」が生じていたとし、ユーリーがバンドに対して「より洗練されたポップ・サウンド」を求めていたのに対し、ロスとウォーカーは「レトロな印象を持たせたロック」調の楽曲作りに興味を持っていたと語っている。この取材でロスはウォーカーやロブ・メイセスとともに作曲作業や録音作業を行なっていることを明かし、2日後の取材では録音作業にはファントム・プラネットのフロントマンであるアレックス・グリーンワルド、かつてパニック!アット・ザ・ディスコのツアー・メンバーであったエリック・ロニックも参加したと語っている。
7月28日、ウォーカーと結成したバンドの名前が「ザ・ヤング・ヴェインズ」（The Young Veins）に決定したことが報じられた。バンドの公式MySpaceページで初の楽曲「Change」が発表され、同日にはパニック!アット・ザ・ディスコがユーリーとスペンサー・スミスの2人体制での初のシングル曲「ニュー・パースペクティブ」も発表された。ザ・ヤング・ヴェインズ側が事前告知を行なっていなかったことから、『MTVニュース』は「パニック!アット・ザ・ディスコを出し抜こうとしている」と見なしたが、これに対してスミスは「僕はまったくショックを受けたり怒ったりしていない。約3週間もバンドが何をしているか知られていなかったし、音楽が同じタイミングで発売されるのは良いことだと思う」と語っている。10月、ロスがデビュー・アルバム『Take A Vacation』の制作が完了したことと、フュエルド・バイ・ラーメンとの契約が満了したことからアルバムの発売のために新たなレコードレーベルを探していることを発表。
2010年3月15日、カリフォルニア州ロサンゼルスにあるThe Echoで、地元のミュージシャンであるアレックス・グリーンウォルド、Z・バーグ、ジェニー・ルイス、エドワード・シャープスの前で初のライブを行なう。3月24日、6月8日にワン・ヘイヴン・ミュージックからデビュー・アルバム『Take a Vacation!』を発売することが発表され、4月6日に同作からの第1弾シングル『Change』が発売された。6月11日から7月22日にかけてバンドにとって初となるライブツアーを開催。
12月10日、ウォーカーの公式Twitterで活動休止が発表される。

## 音楽性
『オールミュージック』のアンドリュー・リーヒーは、ザ・ヤング・ヴェインズの音楽的な特徴について「クッキーズ、キンクス、ザ・クランプスに触発された年代物のポップ・ロック・サウンド」と述べている。ただし、ロスはビートルズやキンクスからの影響を否定している。

## メンバー
- ライアン・ロス（Ryan Ross） – ボーカル、ギター[22]
- ジョン・ウォーカー（Jon Walker） – ボーカル、ギター[22]
- アンディ・スーカル（Andy Soukal） – ベース[22]
- ニック・マレー（Nick Murray） – ドラム[22]
- ニック・ホワイト（Nick White） – キーボード[22]

## 作品

### 『Take a Vacation!』
| 専門評論家によるレビュー | 専門評論家によるレビュー |
| レビュー・スコア         | レビュー・スコア         |
| 出典                     | 評価                     |
| ------------------------ | ------------------------ |
| AllMusic                 | [ 23 ]                   |
| SPIN                     | 7/10                     |
| PopMatters               | 7/10                     |
| The Skinny               | [ 29 ]                   |
| Virgin Group             | 9/10                     |

デビュー・アルバム『Take a Vacation!』（テイク・ア・バケーション）は、2010年6月8日にワン・ヘイヴン・ミュージックから発売された。『NME』誌の取材で、アルバムタイトルについて聞かれたロスはちょっと洒落も入っているんだけど、でも、リスナーのみんなにはこれはヴァケイションとしてやってるわけじゃなくて、これからもずっとやっていくバンドなんだってわかってほしいなそれとあんまり杓子定規に構えるなよっていう意味合いのタイトルにもなっていると思うんだと語っている。
2019年1月1日にデラックス・エディションが発売され、2023年に同エディションのリマスター盤が発売された。
アルバムについて『オールミュージック』のマーク・デミングは、「いくつかの洗練された曲と完璧なパフォーマンスによって精巧に作られたポップ・アルバム」と見なす一方で、「ロスとウォーカーがこのまま1965年に留まるつもりなのか、アルバムごとに過去の時代を掘り下げ続けるつもりなのか疑問が残る」と述べた。

#### 収録曲
| 全作詞・作曲: ライアン・ロス、ジョン・ウォーカー（特記を除く）。 |                                                                           |                                                     |                                                     |                                   |      |
| #                                                                | タイトル                                                                  | 作詞                                                | 作曲・編曲                                          | リード・ボーカル                  | 時間 |
| 1.                                                               | 「Change」                                                                | ライアン・ロス 、 ジョン・ウォーカー （特記を除く） | ライアン・ロス 、 ジョン・ウォーカー （特記を除く） | ライアン・ロス                    | 2:31 |
| 2.                                                               | 「Take a Vacation!」                                                      | ライアン・ロス 、 ジョン・ウォーカー （特記を除く） | ライアン・ロス 、 ジョン・ウォーカー （特記を除く） | ライアン・ロス                    | 2:28 |
| 3.                                                               | 「Cape Town」                                                             | ライアン・ロス 、 ジョン・ウォーカー （特記を除く） | ライアン・ロス 、 ジョン・ウォーカー （特記を除く） | ライアン・ロス                    | 2:52 |
| 4.                                                               | 「Maybe I Will, Maybe I Won't」                                           | ライアン・ロス 、 ジョン・ウォーカー （特記を除く） | ライアン・ロス 、 ジョン・ウォーカー （特記を除く） | ジョン・ウォーカー                | 2:24 |
| 5.                                                               | 「Young Veins (Die Tonight)」(作詞作曲: ライアン・ロス、ダニー・フジカワ) | ライアン・ロス 、 ジョン・ウォーカー （特記を除く） | ライアン・ロス 、 ジョン・ウォーカー （特記を除く） | ライアン・ロス                    | 2:19 |
| 6.                                                               | 「Everyone But You」                                                      | ライアン・ロス 、 ジョン・ウォーカー （特記を除く） | ライアン・ロス 、 ジョン・ウォーカー （特記を除く） | ジョン・ウォーカー                | 3:08 |
| 7.                                                               | 「The Other Girl」                                                        | ライアン・ロス 、 ジョン・ウォーカー （特記を除く） | ライアン・ロス 、 ジョン・ウォーカー （特記を除く） | ライアン・ロス                    | 2:56 |
| 8.                                                               | 「Dangerous Blues」                                                       | ライアン・ロス 、 ジョン・ウォーカー （特記を除く） | ライアン・ロス 、 ジョン・ウォーカー （特記を除く） | ライアン・ロス                    | 2:25 |
| 9.                                                               | 「Defiance」                                                              | ライアン・ロス 、 ジョン・ウォーカー （特記を除く） | ライアン・ロス 、 ジョン・ウォーカー （特記を除く） | ライアン・ロス                    | 2:44 |
| 10.                                                              | 「Lie to the Truth」                                                      | ライアン・ロス 、 ジョン・ウォーカー （特記を除く） | ライアン・ロス 、 ジョン・ウォーカー （特記を除く） | ライアン・ロス                    | 2:29 |
| 11.                                                              | 「Heart of Mine」                                                         | ライアン・ロス 、 ジョン・ウォーカー （特記を除く） | ライアン・ロス 、 ジョン・ウォーカー （特記を除く） | ライアン・ロス ジョン・ウォーカー | 3:00 |
| 合計時間:                                                        | 合計時間:                                                                 | 合計時間:                                           | 29:16                                               |                                   |      |

| #         | タイトル                                                                                        | 作詞      | 作曲・編曲 | リード・ボーカル         | 時間 |
| --------- | ----------------------------------------------------------------------------------------------- | --------- | ---------- | ------------------------ | ---- |
| 12.       | 「Is It True?」(作詞作曲: カーター&ルイス)                                                      |           |            | ジョン・ウォーカー       | 2:47 |
| 13.       | 「When You Walk in the Room」(作詞作曲: ジャッキー・デシャノン)                                 |           |            | ライアン・ロス           | 2:40 |
| 14.       | 「Funnel of Love」(作詞作曲: チャールズ・マッコイ、ケント・ウェストバリー)                      |           |            | ジョン・ウォーカー       | 2:42 |
| 15.       | 「Security」(作詞作曲: ジョン・ホール)                                                          |           |            | ライアン・ロス           | 2:35 |
| 16.       | 「Nothing Matters But You (featuring Z・バーグ)」(作詞作曲: ゲイリー・ゲルト、ピーター・ウデル) |           |            | ライアン・ロス Z・バーグ | 1:54 |
| 合計時間: | 合計時間:                                                                                       | 合計時間: | 41:54      |                          |      |

#### クレジット
※出典
ザ・ヤング・ヴェインズ
- ライアン・ロス – ボーカル、ギター
- ジョン・ウォーカー – ボーカル、ギター

外部ミュージシャン
- アレックス・グリーンウォルド – ギター、ベース、ウーリッツァー、ハーモニウム、スタイロフォン、プロデュース（M4 - M7, M8 - M11）
- ロブ・メイセス – ボーカルアレンジ、プロデュース（M1 - M3, M7）
- エリック・ロニック – ピアノ、キーボード、バッキング・ボーカル
- ザン・ルー – ドラム、パーカッション、バッキング・ボーカル
- ジェイソン・ベーゼル – ドラム（「Lie to the Truth」のみ）
- Z・バーグ – ギャングボイス（「Heart of Mine」と「Nothing Matters But You」のみ）
- マイケル・ルニオン – ギャングボイス（「Heart of Mine」のみ）
- ダニー・フジカワ – ギャングボイス（「Heart of Mine」のみ）
- マイケル・フジカワ – ギャングボイス（「Heart of Mine」のみ）

制作スタッフ
- ケヴィン・ハープ – エンジニア、ミキシング
- ジョシュア・ブランチャード – アシスタント・エンジニア
- モーガン・ストラットン – アシスタント・エンジニア
- フレッド・ケヴォーキアン – マスタリング

#### チャート成績
| チャート (2010年)                 | 最高位 |
| --------------------------------- | ------ |
| US Heatseekers Albums (Billboard) | 9      |